# Jan Brändström
Jan Orvar Brändström, född 15 juli 1930 i Helsingborgs Maria församling, Malmöhus län, död 7 juni 2013 i Österåker-Östra Ryds församling, Stockholms län,,, var en svensk handbollsmålvakt.

## Karriär
Större delen av Jan Brändströms karriär utspelade sig i Lugi HF. Som målvakt spelade han 182 matcher i Lugi 1949–1965. Största delen av dessa år var det i lägre serierna Lugi spelade, men 1959 tog sig laget till allsvenskan. Laget hävdade sig väl där och Jan Brändströms karriär fick ett lyft med fler landslagsuppdrag. Säsongen 1962-1963 spelade han 13 matcher för Lugi men klubben degraderades till division 2, och Brändström slutade spela elithandboll. Efter avslutad karriär övertalades Brändström att spela för IS Göta i Helsingborg och det resulterade i ett SM-guld. "Jan Brändström, 35 år, direktör. Svensk mästare utomhus för Lugi där han både spelat och varit ledare. Kom till Göta senaste säsong efter flera års uppehåll", skriver Handbollboken.

## Landslagskarriär
Jan Brändström spelade 10 landskamper för Sverige 1950–1961. Debuten gjordes i Lund mot Island 1950, sen spelade han inga landskamper förrän 1957 då han spelade två, en mot Finland och en mot Norge. 1960 fick han förtroendet i fem landskamper och han avslutade med två landskamper 1961. Den sista spelade han den 22 januari 1961 mot Danmark i Århus. Sverige förlorade med 15–18. Brändström deltog inte i någon mästerskapsturnering annat än akademiska VM, där han blev världsmästare. Jan Brändström blev efter karriären Stor Grabb.